# Токайдотю хидзакуригэ
На своих двоих по Токайдо или  На своих на двоих по Токайдосскому тракту (яп. 東海道中膝栗毛 То:кайдо:-тю: хидзакуригэ) — японский плутовской иллюстрированный роман, написанный Дзиппэнся Икку в 1802—1809 годах. Состоит из 18 книг. Иллюстрации изготовлены самим Икку. Считается лучшим произведением Дзиппэнся Икку, образцом японской юмористической литературы.

## Сюжет
«На своих двоих по Токайдо» является приключенческим романом. В нём рассказываются о том, как житель города Эдо по имени Тотимэнъя Ядзиробэй и его друг Китахати отправляются вместе на запад по дороге Токайдо, совершают паломничество к храм Исэ и посещают Киото и Осаку. Отношения героев романа напоминают роли главного и второстепенного актёра в японском комедийном театре кёгэн. Форма романа подобна традиционному жанру пустой литературы средневековья кана-дзоси.
Роман реалистично описывает все детали приключений Ядзиробэя и Китахати. Он наполнен тогдашними японскими шутками и анекдотами, и лишён утончённости японской литературы предыдущих столетий. В романе высмеивается тогдашнее японское общество, самурайские чиновники, таможни, запреты и социальные табу. В предисловии к четвёртому изданию романа Дзиппэнся Икку отмечал, что писал своё произведение для широкой публики, в первую очередь для простого народа.
Произведение нашло своё продолжение в другом романе Икку «Дальнейшее путешествие на своих двоих» (яп. 続膝栗毛), который был издан в 1822 году. В нём описаны приключения Ядзиробэя и Китахати в Западной Японии: главные герои посещают святилище Компира на острове Сикоку и святилище Ицукусима в Хиросиме, и возвращаются в Эдо пешком горными дорогами Тюсандо.
Роман Икку имел большую популярность среди японских читателей XIX-XX века. Под его влиянием были написаны различные приключенческие повести, в частности, «Путешествие дорогами Запада» (1870, яп. 西洋道中膝栗毛). Современные японские писатели иногда обращаются к наследству Икку, называя свои собственные произведения «Путешествиями» или «хидзакуригэ».